# Lambert Wilson

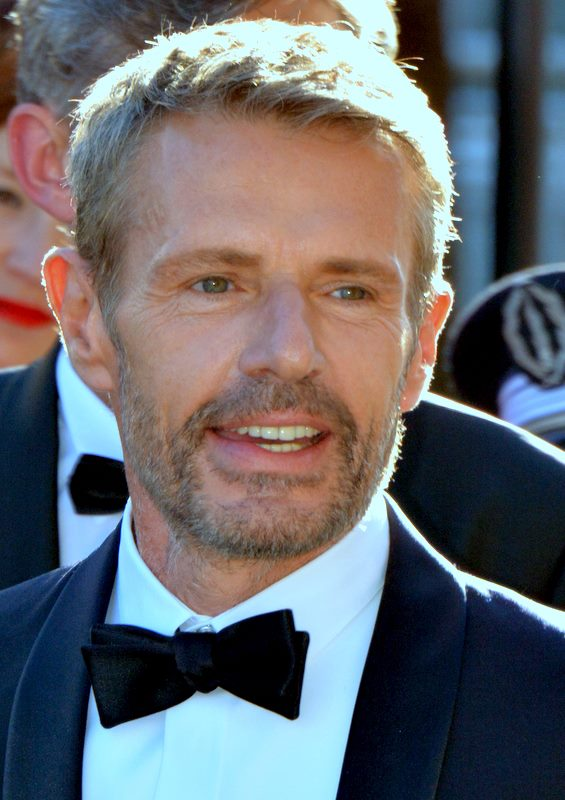
Lambert Wilson

Lambert Wilson, född 3 augusti 1958 i Frankrike, är en fransk skådespelare. Internationellt är han mest känd för rollen som The Merovingian i Matrix-filmerna. Han är son till skådespelaren och teaterchefen Georges Wilson.

## Filmografi (urval)
- 1985 – Rendez-vous
- 2000 – Don Quijote (TV-film)
- 2003 – The Matrix Reloaded
- 2003 – The Matrix Revolutions
- 2003 – Timeline
- 2004 – Catwoman
- 2005 – Sahara
- 2008 – Babylon A.D.
- 2010 – Gudar och människor
- 2012 – Victor och Josefine
- 2012 – The Hollow Crown (TV-serie)

### Fotnoter
1. ↑  SNAC, SNAC Ark-ID: w69p3x18, läs online, läst: 9 oktober 2017.[källa från Wikidata]
2. ↑  GeneaStar, GeneaStar person-ID: wilsonl0.[källa från Wikidata]
3. ↑  Babelio, Babelio författar-ID: 180442.[källa från Wikidata]
4. ↑  Gemeinsame Normdatei, läst: 11 december 2014.[källa från Wikidata]
5. 1 2  Internet Movie Database, IMDb-ID: nm0933727co0047972, läs online, läst: 30 april 2024.[källa från Wikidata]
6. ↑  Internet Movie Database, IMDb-ID: tt5151570co0047972, läst: 21 oktober 2022.[källa från Wikidata]
7. ↑  NOR: PREX1730049D.[källa från Wikidata]